# Hospital Universitário Sahlgrenska

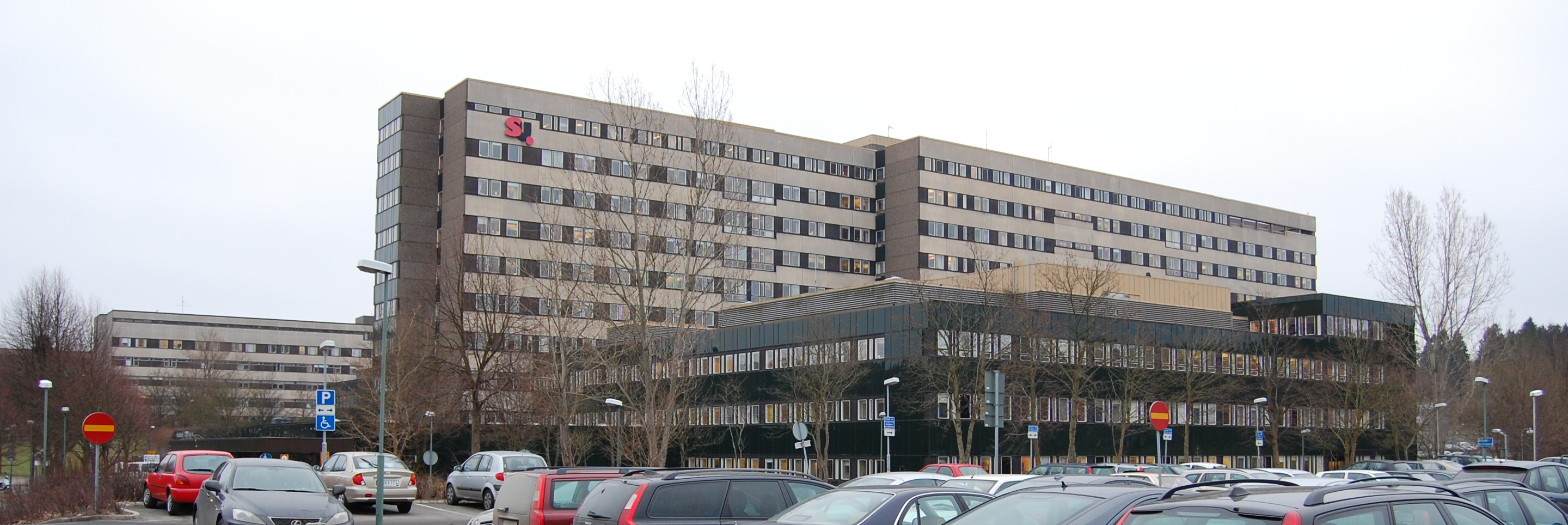
O "Hospital Östra sjukhuset"

O Hospital Universitário Sahlgrenska  (em sueco:  Sahlgrenska Universitetssjukhuset) é o segundo maior hospital da Suécia, e um dos maiores da Europa do Norte. Serve não só os 700 000 habitantes da cidade de Gotemburgo, mas também os 1,7 milhões de residentes na Suécia Ocidental (Västsverige).
Fica situado na cidade sueca de Gotemburgo, e tem cerca de 165 enfermarias e secções. Dispõe de 2 300 lugares de tratamento, servidos por um pessoal da ordem dos 17 000 funcionários.
O Hospital Sahlgrenska foi fundado em 1792, por uma doação de Nicolaus Sahlgren, tendo sido transferido para o atual local em 1900. 
Em 1997, foi constituído o Hospital Universitário Sahlgrenska, pela junção dos hospitais Sahlgrenska sjukhuset, Östra sjukhuset, Mölndals sjukhus, Rågården e Högsbo sjukhus. Desde 1999, é gerido pela Região Västra Götaland (Västra Götalandsregionen), a organização política e administrativa do Condado da Västra Götaland.

## Áreas hospitalares
- Sahlgrenska sjukhuset - "Hospital Sahlgrenska"; situado junto ao Jardim Botânico de Gotemburgo, na parte ocidental da cidade de Gotemburgo
- Östra sjukhuset - "Hospital Östra sjukhuset"; situado na parte oriental da cidade de Gotemburgo
- Mölndals sjukhus - "Hospital de Mölndal"; situado na cidade vizinha de Mölndal
- Rågården - Clínicas de psiquiatria legal, em Hisingen, no norte da cidade de Gotemburgo
- Högsbo sjukhus - "Hospital de Högsbo"; situado na parte ocidental da cidade de Gotemburgo